# Elasmus circulus
Elasmus circulus är en stekelart som beskrevs av Karl-Johan Hedqvist 2004. Elasmus circulus ingår i släktet Elasmus och familjen finglanssteklar. Inga underarter finns listade i Catalogue of Life.